# فرد هيل
فرد هيل (بالإنجليزية: Fred Hill)‏ (17 يناير 1940 بشفيلد في المملكة المتحدة - 1 أكتوبر 2021) هو لاعب كرة قدم بريطاني في مركز مهاجم داخلي. شارك مع منتخب إنجلترا لكرة القدم. أما مع النوادي، فقد لعب مع بولتون واندررز ومانشستر سيتي ونادي بيتربورو يونايتد ونادي هاليفاكس تاون وكورك هايبرنيانز ‏.

## وصلات خارجية
- فرد هيل على موقع قاعدة بيانات كرة القدم.إي يو (الإنجليزية)
- فرد هيل على موقع ناشيونال فوتبول تيمز (الإنجليزية)